# Linum rzedowskii
Linum rzedowskii är en linväxtart som beskrevs av M. de la L. Arreguín-sánchez. Linum rzedowskii ingår i släktet linsläktet, och familjen linväxter. Inga underarter finns listade i Catalogue of Life.